# 牛排

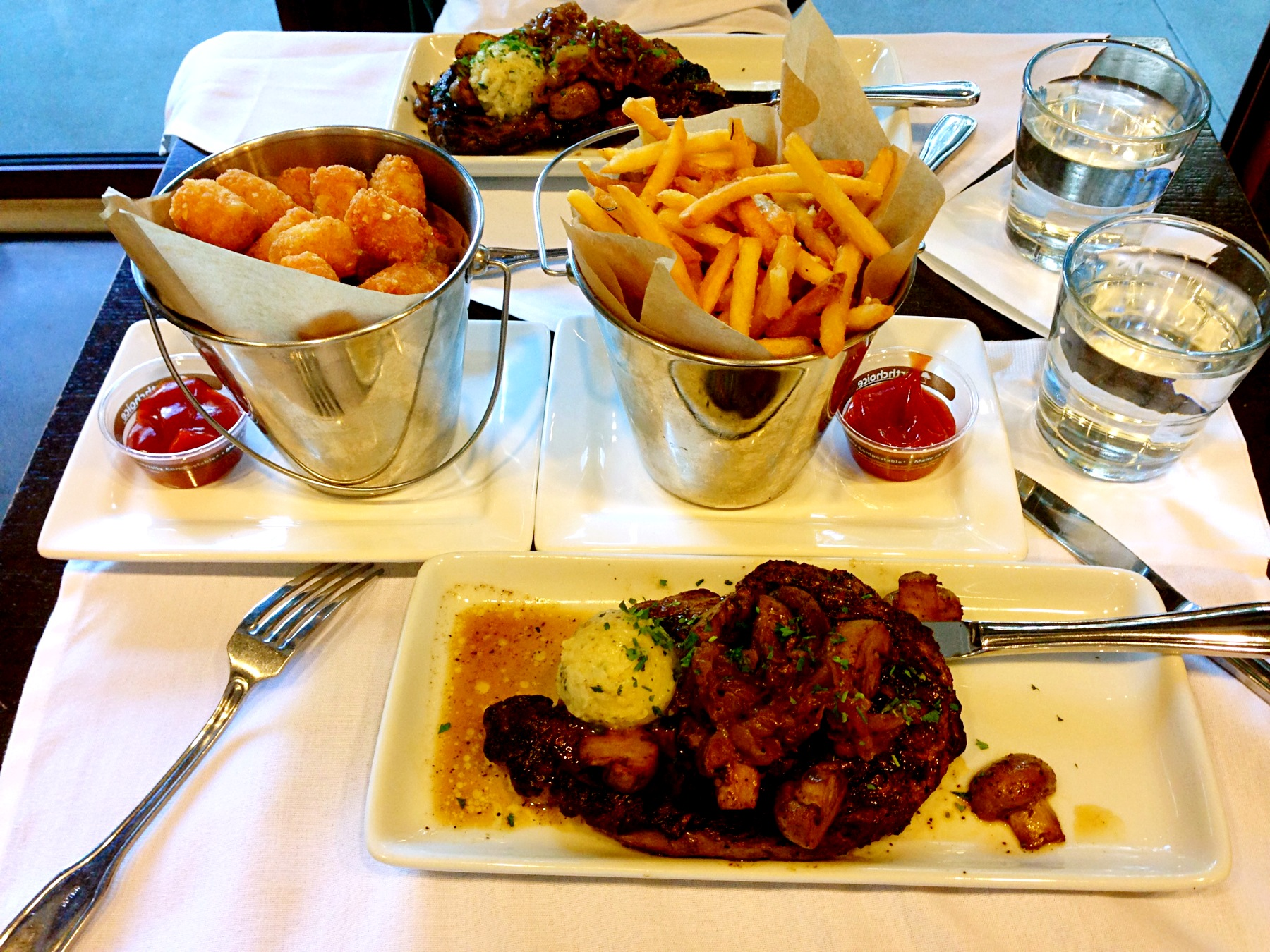
美國一家餐廳的肋眼牛排餐

牛排，塊狀的牛肉。隨著使用牛隻部位的變更，延伸出多種不同的種類，是西餐中最常見的食物之一。牛排的烹調方法以煎和燒烤為主。

## 词源
清末小說中已出現「牛排」、「豬排」等西菜菜名，可能是因形似上海「大排」（豬丁骨），故名「排」。而在上海话裡，「排」發「ba」音，廣東人聽為「扒」（pa），因此又作牛扒。而英语中表示牛排的「steak」一词则源自古諾爾斯語词「steik」，后者意即烤牛肉。

## 生熟程度

牛排種類部位（英式）

牛排種類部位（美式）

有別於其他大部份熟食，牛排通常不會煮至全熟，而是可以以個人喜好調較生熟程度。生熟程度以數字（通常是奇整數）區分，主要分為：
- 全生（Raw）：完全未經烹煮的生牛肉，這種做法只會用在某些菜式例如韃靼牛肉、基特富（Kitfo，埃塞俄比亞菜餚）或生牛肉沙拉。
- 一分熟（Rare）：僅表面煎熟，呈灰褐色，剖面為血紅色，中心呈寶石紅，核心溫度約48.9℃（120℉）。
- 三分熟（Medium-Rare）：外圍呈灰褐色，剖面為絕大部份為血紅色，沒有一分熟的中心寶石紅，核心溫度約52.2℃（126℉）。
- 五分熟（Medium）：外圍呈灰褐色，剖面為粉紅色，核心仍有血紅色，溫度約57.2℃（135℉）。
- 七分熟（Medium-Well）：大部分呈灰褐色，核心為粉紅色，溫度約62.8℃（145℉）。
- 全熟（Well-Done）：表面稍微烤焦，剖面全熟不見紅，通常西餐廳裡的牛排都會避免全熟，因為肉質硬韌難咬，為口感最差的熟度。由于对这道菜的特殊要求（全熟并且肉有一些水分）很多厨师都无法把这道菜做到完美。

許多人認為牛排所滲出的血水是血，但事實上那是肌紅蛋白，牛排在處理時絕大部分的血都會放掉。

## 牛排種類
- 夏多布里昂牛排：取沙朗（sirloin）下方更嫩的腰內肉（tenderloin）切成厚厚一塊製作，通常配上夏多布里昂醬汁。一頭牛只有五、六磅。名字據說淵源於法國作家、政治家、美食家夏多布里昂。
- 肩小排：從頸部到肋骨。
- 牛小排：取自牛的前胸肋骨部位，油脂甚多。
- 菲力牛排：腰内肉部分牛腰肉（tenderloin），最嫰處切出，是牛脊上的肉，形狀頭大尾小，脂肪含量少，適合三分熟，吸吮甜美的肉汁，肉質鮮嫩，菲力牛排包裹在牛腹腔中，所以肌肉都沒運動到，故肌肉纖維不粗。是牛排中单价最高的。
- 侧腹牛排：自腹側取得。
- 牛肩膀牛排（英语：Flat iron steak）：牛肩膀部份切出。
- 烤腹肉牛排（英语：Hanger steak）：或称（法式）onglet，從中心附近的膈肌。中間有點硬（sinewy）。通常被稱為「屠夫的牛腰」（butcher's tenderloin）。
- 紐約客牛排：取牛前腰脊肉（Strip Loin）的部份，大理石油花（Marbling）均勻，肉質與沙朗牛排接近，有嚼勁，是美國人的最愛，故名。
- 肋眼或肉眼牛排：靠近胸部的肋肌部，肉質鮮嫩，大理石紋多且分佈均勻，中心部位有一塊明顯的油花，由於鮮嫩多汁，深受大眾喜愛，售價較高，適合乾烤方式烹調。
- 後腿肉牛排（英语：Rump steak）、腹腿牛排（英语：round steak）後腿近臀部部位切塊牛排，如果沒有妥善烹煮，口感可能會較堅硬。
- 沙朗牛排：英文为Sirloin，粤语称“西冷牛排”，在英国、香港等地指牛胸脊肉部分，肉質細嫩度次於菲力牛排，售價也較低於菲力牛排，上端部分的西冷牛排較為鮮嫩，售價亦稍高。在美国指牛后腰脊柱两侧的肉，肉质细嫩，价格高。
- 側腹橫肌牛排（英语：Skirt steak）：從隔膜（diaphragm）取得。非常美味，也十分難以料理。
- 丁骨牛排（英语：T-bone steak）及牛柳或上等腰（英语：porterhouse）：由紐約客牛排与一小部分的菲力牛排组合而成。一邊為紐約客（Striploin），另一邊則為牛柳（菲力），中間被腰脊骨隔著。
- 夏里亞賓牛排：名稱取自俄羅斯的歌劇演唱家費多爾·夏里亞賓，在1936年時造訪日本的費多爾，因牙痛所苦而希望食用較軟的牛排，而由當時日本帝國飯店餐廳「New grill」的廚師長筒井福夫所為其量身打造而成，其特徵是利用了大量的洋蔥烹調來使其軟化，也是日本僅有，海外地區幾乎不存在及罕為人知的牛排料理。

- 一些食物雖有「steak」之名卻非真正的牛排：
  - 索爾斯伯利牛排：用牛碎肉做成的肉饼，也被稱為“漢堡牛排”。
  - 韃靼牛排：剁碎的生牛肉加上洋蔥、洋香菜以及刺花蕾（俗稱酸豆），通常上桌時會佐以生蛋，完全生食。
- 其它：
  - 組裝肉

## 外觀

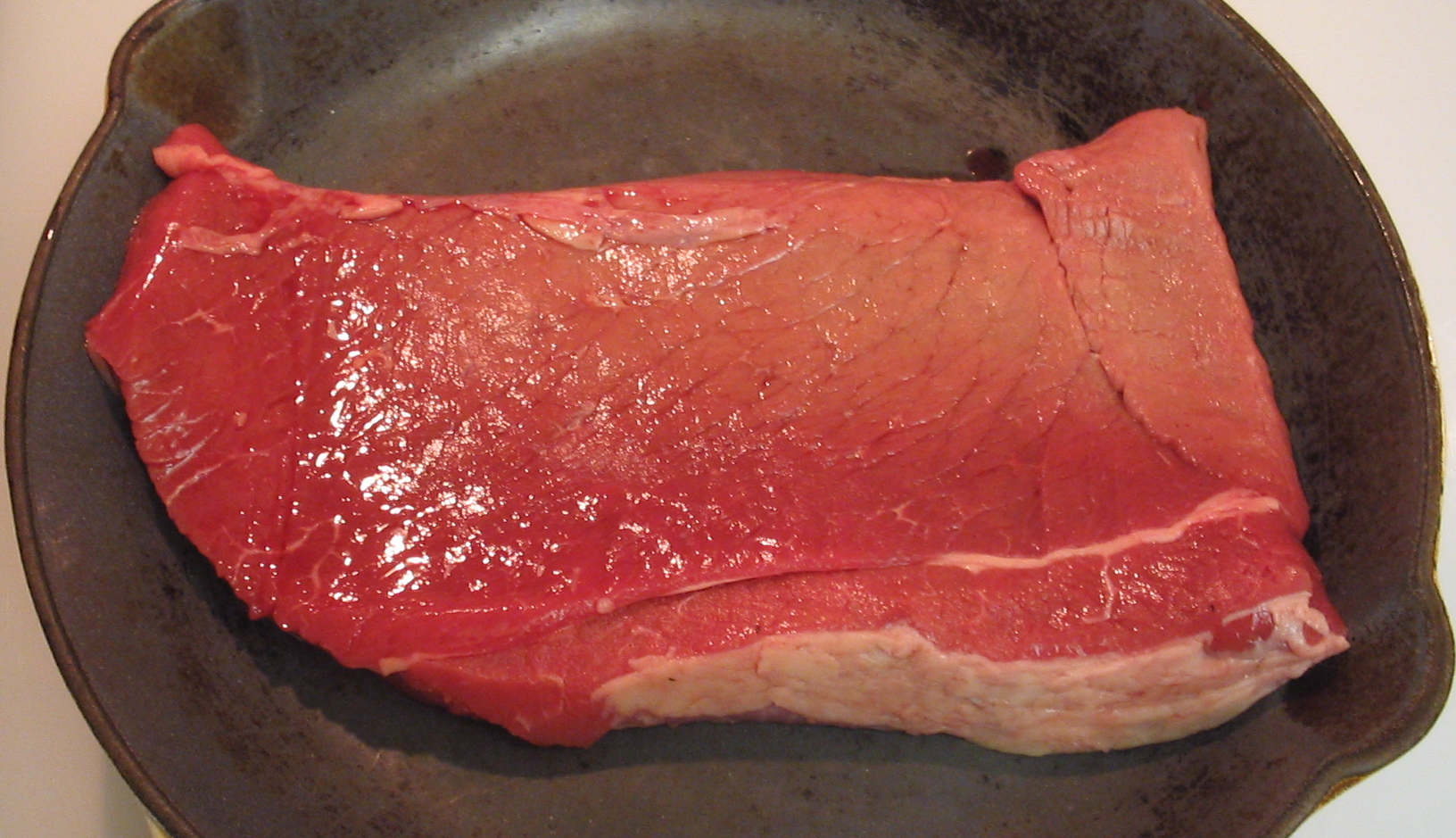
生牛排肉
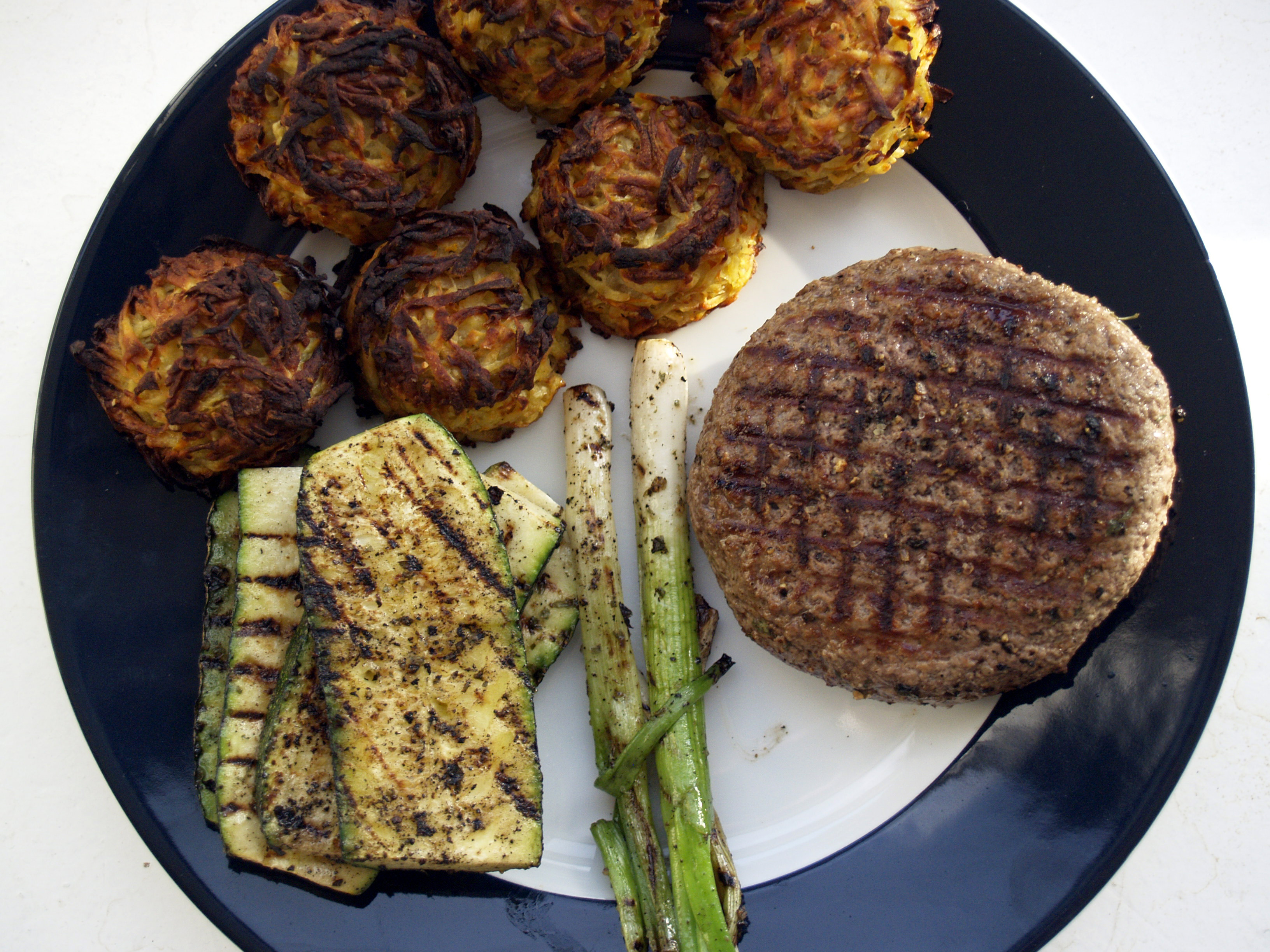
牛排套餐
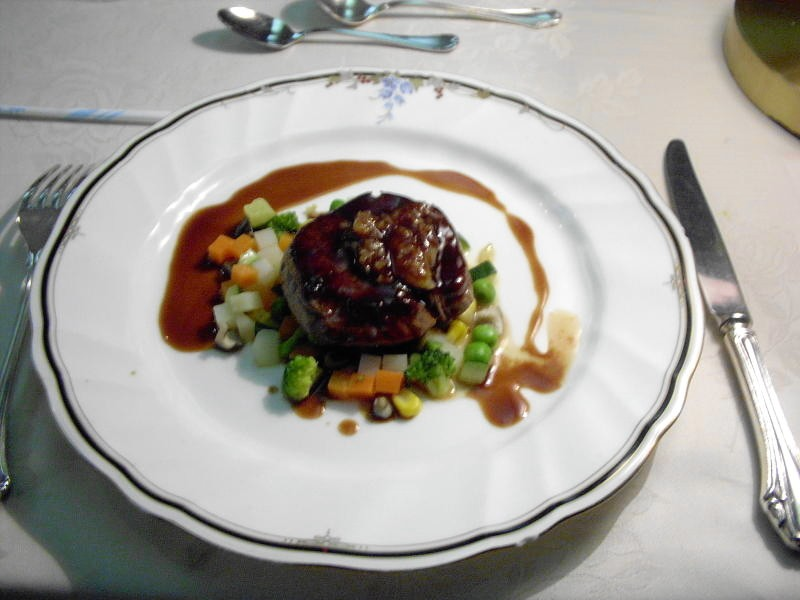
日本北斗星號列車上供應的火車牛排
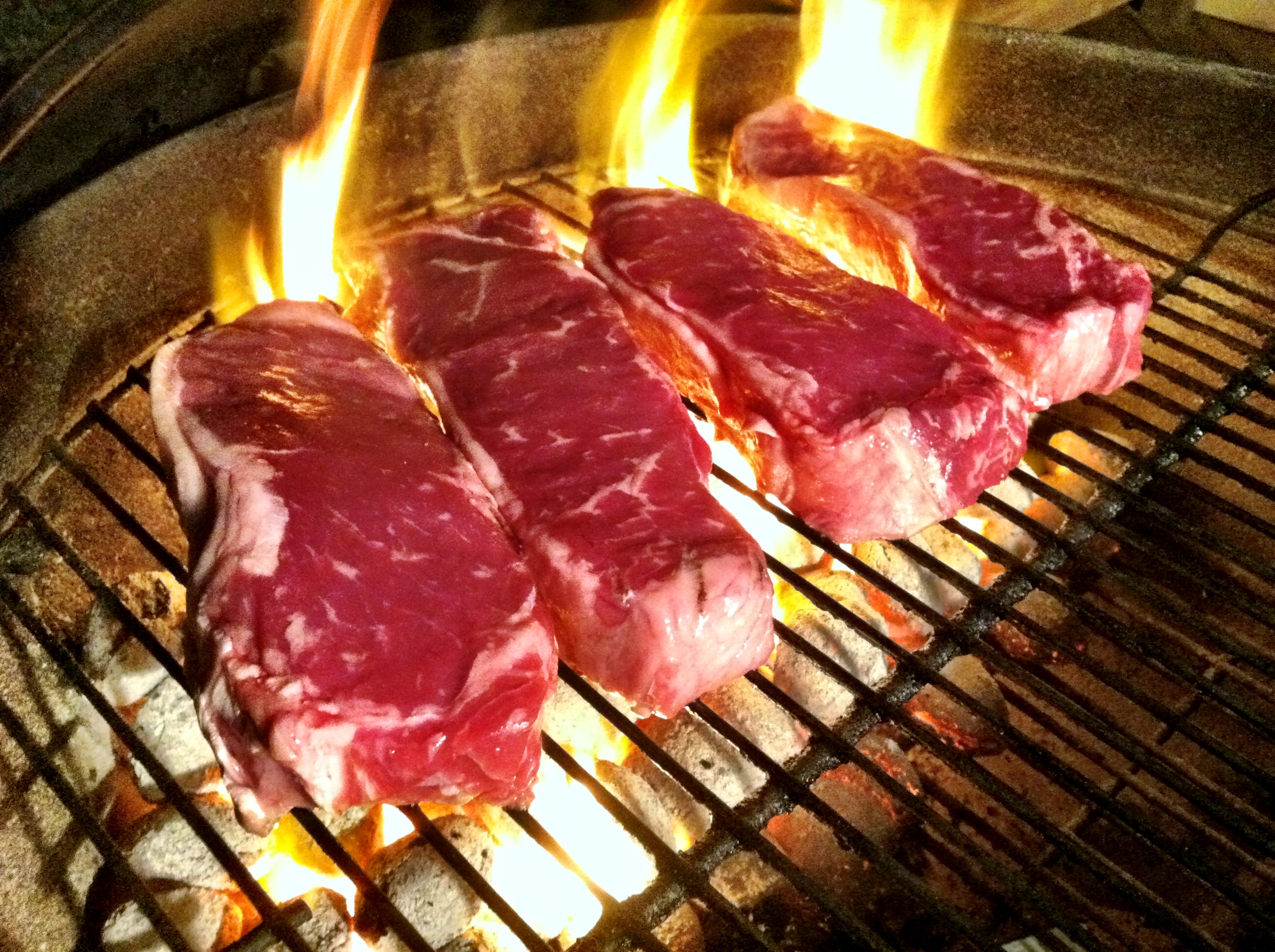
煎牛肩胛排
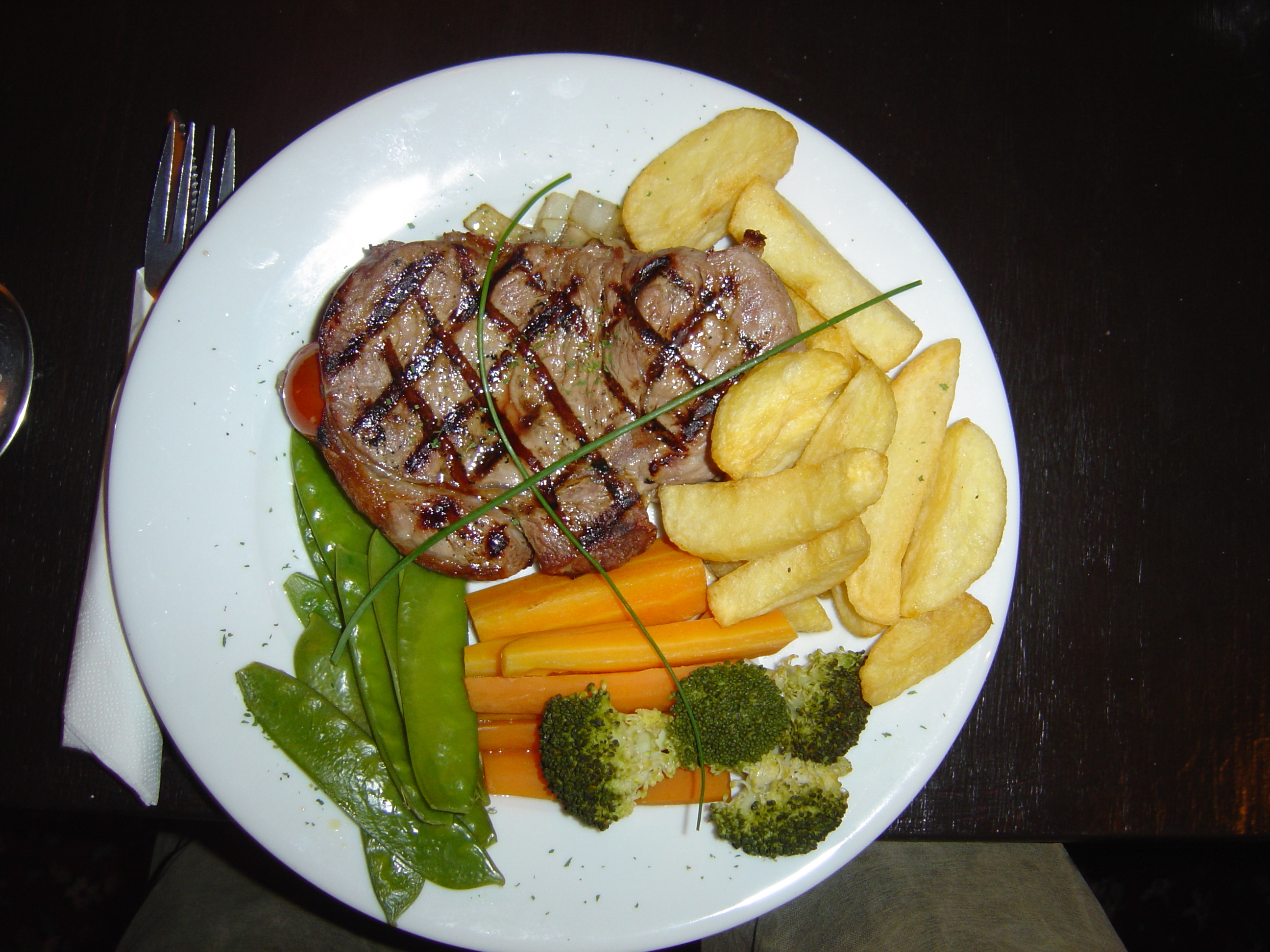
沙朗牛排
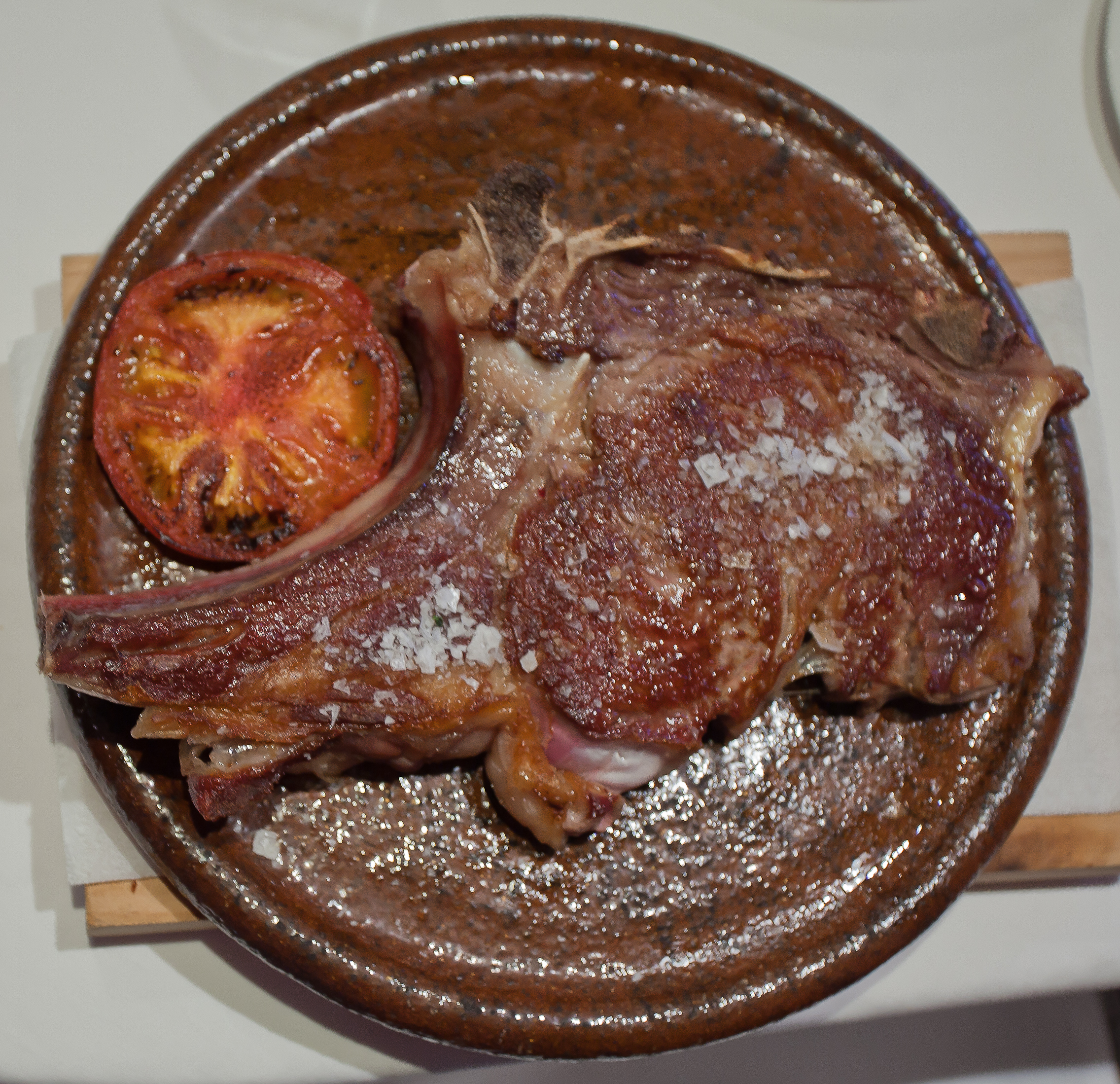
T骨牛排